# Tollow
Tollow est une petite île inhabitée appartenant au land allemand Mecklembourg-Poméranie-Occidentale, la mer Baltique la borde.

## Géographie
L'île à une superficie de 2.46 hectares et son point culminant est d'un mètre.